# 保羅·沃森
保羅·沃森（英語：Paul Watson，1950年12月2日—），為加拿大和美國的公民。是海洋野生動物保育家也是環境保護活動家，海洋守護者協會的創立者，對於海洋守護側重於反狩獵以及直接行動。他提倡素食主義，以及生物中心主義而不是人類中心主義的世界觀。他被視為是激進的海洋守護人士，包括美國、加拿大、挪威、日本、哥斯大黎加等國的政府都對他採取法律行動。

## 生平
- 他於1967年蒙特婁舉行的世界博覽會世博67擔任導遊工作之後，搬到溫哥華[5]。
- 在1968年到1970年初，他加入了加拿大漁業及海洋部，他在船上擔任天氣預報員以及使用氣墊船與航海標識進行搜索及拯救。
- 1969年他在溫哥華的挪威領事館註冊為商業船員，在貨船“布里斯”擔任水手出貨35000噸散貨。“布里斯”註冊於奧斯陸，為挪威在印度洋和太平洋貿易。[5]
- 1969年在多倫多加入塞拉俱樂部抗議核能測試，是早期綠色和平中有影響力的成員。
- 1972年，以前的船員與船長為綠色和平創立了董事會，被刊載於紐約時報，紐約時報和其他出版物報導他是綠色和平的創始人，但被綠色和平否認並要索賠，然而電影《如何改變世界（英语：How to Change the World (film)）》製片人Jerry Rathwell有文件指出，沃森的確為綠色和平的創始成員之一。
- 1977年，因與主張解釋和非暴力的綠色和平相衝突，被董事會驅逐，隨後也離開了綠色和平。同年他創立海洋守護者協會，是動物星球頻道每周播出真人實境秀「護鯨大戰」（Whale Wars）系列的中心內容。
- 於2012年5月被拘留於德國，哥斯大黎加則提出引渡請求。
- 2012年9月14日在日本和哥斯大黎加的要求下，國際刑警組織發出紅色通報[6]。
- 住在海上15個月後，2013年10月下旬他回到了洛杉磯，通過入國審查並「沒有被逮捕」[7]。
- 2013年11月6日他出現在美國法院前提出上訴，說明無論是他還是海洋守護者協會，在2012年收到命令要求他獨自離開捕鯨船[8]，雖然美國為國際刑警組織簽署成員，卻沒有將他拘留引渡到日本或哥斯大黎加。
- 他曾住在佛蒙特州寫著小說[9]，2014年7月1日他搬往巴黎居住[10]。
- 2024年7月21日，他因2012年日本對他發出紅色通緝令而在格陵蘭島被丹麥當局逮捕。該組織批評了這一決定，認為「該通知在網路上發布多年後，最近從國際刑警組織網站上消失，導致保羅·沃森和他的律師相信他現在已經擺脫了自己的行動」。[11]。

## 個人生活
保羅·沃森出生於多倫多，並成長於新布藍茲維聖安德魯斯。孩童時期，他是善良俱樂部的成員，其中他獲得「尊重和保護動物」的美名。
他和第一任妻子Starlet Lum的女兒Lilliolani出生於1980年，Starlet Lum也是魁北克綠色和平的創始董事。他的第二任妻子Lisa Distefano，曾經是花花公子雜誌的模特兒，在海洋守護者協會於星期五的港口反捕鯨運動期間與Makah擔任運營總監。他的第三任妻子Allison Lance，是一位動物權利活動家，也是海洋守護者協會志願船員，與沃森有一個孫子。他與第四任妻子Yana Rusinovich在2015年2月14日在法國巴黎結婚，沃森宣布他期待著Yana Rusinovich肚子裡的兒子, 並在2016年9月下旬分娩。